# Institution disciplinaire
 (février 2022).
Si vous disposez d'ouvrages ou d'articles de référence ou si vous connaissez des sites web de qualité traitant du thème abordé ici, merci de compléter l'article en donnant les références utiles à sa vérifiabilité et en les liant à la section « Notes et références ».
L'« institution disciplinaire » est un syntagme/concept proposé par le philosophe français Michel Foucault et particulièrement travaillé dans son livre Surveiller et punir (1975), pour penser un ensemble de lieux (prison, asile, caserne, hôpital, usine, école...) analogues dans leur fonction : faire de l'homme un animal prévisible, et adapter son comportement pour le rendre conforme aux attentes sociétales. Le modèle « canonique » est le panoptique de Jeremy Bentham.

## Thèse foucaldienne
Selon le philosophe français Michel Foucault, l'augmentation et la généralisation des libertés dans la Modernité se sont fondées sur un régime disciplinaire et une normalisation (le « principe d'une homogénéité de la réaction sociale ») qui sont restés pendant des siècles presque « invisibles » pour la théorie.

## Foucault / Goffman
On peut le mettre en relation avec le concept d'institution totale (ou totalitaire) proposé par le sociologue américain Erving Goffman dans son ouvrage Asiles (1961).
L'analyse d'une institution disciplinaire montre à voir concrétement un « dispositif de pouvoir », soit un ensemble d'interactions sociales organisées autour d'un équipement collectif essentiel dans le processus de mise au travail industriel de la population.

### Une microphysique du pouvoir
Pour Foucault, le réel est produit : la grammaire, les discours, la conversation, le langage, le jeu de rôles sont des pratiques de pouvoir (ou de désir, au sens de Deleuze et Guattari) et non des universaux communicationnels du rapport humain (comme chez Habermas). Ces pratiques renvoient à des « dispositifs de pouvoir » (la relation maître-élève dans l'enseignement scolaire, la relation médecin-patient à l'hôpital, la relation juge-condamné dans les prisons, etc.) qui ne sont pas seulement locaux, en situation, particuliers : ces « dispositifs de pouvoir », au contraire, sont ontologiquement constitutifs.

### Des cadres de l'expérience
Il faut bien souligner que la microsociologie de Goffman s'approche d'une définition du « dispositif ». Selon le concept de « frame of reference » (Les cadres de l'expérience, 1974), le sens de la structure sociale surgit de la capacité des acteurs à élaborer, observer ou violer les « cadres » sociaux donnés. Le sens est donc structuré, constitutivement, par un agir social. Mais l'action ici est « dédramatisée ». Elle n'est pas comprise comme rencontre/affrontement de différentes stratégies tantôt de domination, d'assujettissement, de résistance qui constituent des processus interactifs complexes de subjectivation à travers des systèmes symboliques, communicatifs et normatifs, comme nous le montre Foucault.

## Savoir / pouvoir
À chaque fois donc, s'agissant de l'hôpital, de l'école, de la prison, de la famille, le but de Foucault est en somme le même : sortir d'une analyse centrée sur l'institution, qu'elle soit définie dans sa matérialité ou dans sa fonction, pour la réinscrire dans une « économie générale du pouvoir » qui traverse la société de part en part, et y configure des lieux où certains phénomènes, comme la folie ou le crime, acquièrent une certaine objectivité, deviennent à la fois prise pour un pouvoir et domaine de savoir.
C'est ainsi que Foucault pouvait dire : pour moi, la folie n'existe pas, et pourtant elle n'est pas rien. Tout au contraire, restituer la chose qu'elle est, en tant que chose, suppose qu'on ne l'appréhende pas comme un donné, comme quelque chose dont l'existence semble acquise à l'intérieur de l'espace institutionnel censé l'accueillir.
En ce sens encore, le passage par les disciplines, et donc par ce « dispositif de pouvoir » qui ne se résorbe pas dans l'instance de la loi, produit un nouvel effet d'ouverture et de généralisation.
L'approche diachronique du pouvoir que propose Surveiller et punir (de la souveraineté aux disciplines) se complexifie dans le cours que Foucault tient au Collège de France en 1977 sur Sécurité, territoire, population avec l'introduction du concept synchronique de « gouvernementalité » (bien d'autres remaniements interviendront par ailleurs encore dans la pensée de Foucault, qui pourront autoriser certains à parler d'un « second » Foucault, celui du « Souci de soi », émancipé du régime disciplinaire) :

« Par gouvernementalité, j'entends l'ensemble constitué par les institutions, les procédures, analyses et réflexions, les calculs et les tactiques qui permettent d'exercer cette forme bien spécifique, quoique très complexe de pouvoir qui a pour cible principale la population, pour forme majeure de savoir l'économie politique, pour instrument essentiel les dispositifs de sécurité. Deuxièmement, par "gouvernementalité", j'entends la tendance, la ligne de force qui, dans tout l'Occident, n'a pas cessé de conduire, et depuis fort longtemps, vers la prééminence de ce type de "gouvernement" sur tous les autres : souveraineté, discipline, et qui a amené, d'une part, le développement de toute une série d'appareils spécifiques de gouvernement, et, d'autre part, le développement de tout une série de savoirs. »

C'était introduire le thème du « pastoralisme ».